# 荷兰红色周
红色周（荷蘭語：Roode Week）是1918年11月初在荷兰发生的一系列失败的共产主义革命。起义的尝试于11月9日到14日，接近一周，故此得名。由于这些起义由荷兰社会主义者彼得·耶勒斯·特勒斯特拉领导，故也被称为“特勒斯特拉的错误”（Vergissing van Troelstra）。

## 背景
试图在1918年11月发动起义是受到1917年俄国革命和德国十一月革命的影响。它也是对当时荷兰的经济和社会状态的回应，尤其是1918年流感大流行和一战后的贫穷、失业、食品不足等。

## 事件

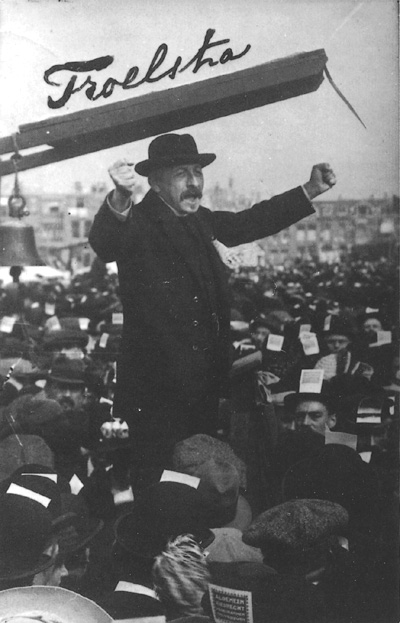
彼得·耶勒斯·特勒斯特拉（约1912年）

1918年10月25日，哈斯坎普军营的士兵发动了起义。起义很快就被扑灭了，但给特勒斯特拉留下了深刻的印象.他认为这次事件是实现社会主义革命的契机。特勒斯特拉在荷兰社会民主工党的一次会议上表达了自己的观点，但党内其他领导人并不支持他的观点，声称时机还未到。
11月9日,德国皇帝威廉二世退位.。这起事件与特勒斯特拉早期的宣言一起，使以阿里·德·泽乌为首的一群来自鹿特丹的社会主义者，认为革命应该尽快开始。11月11日，他们向市长提出了要求。特罗尔斯特拉对这些要求印象深刻，愿意将革命进行下去。据威廉·德雷斯（后来的荷兰首相）称，特勒斯特拉谈到了“接管权力”和“革命”，并声称时机已经成熟。
政府很快做出反应。武装警察驻扎在乌得勒支和阿姆斯特丹以保卫王室。11月11日，天主教会在海牙召开会议，发起反革命运动，具体措施包括散发50万份小册子。新教徒和温和的社会主义者加入了反革命运动，因为他们担心革命中的极端主义。基于民族和忠诚情绪，这一反应被命名为“橙色运动”（因荷兰王室奥兰治-拿骚王朝而得名）。
11月12日，总理查尔斯·鲁伊斯·德贝伦布鲁克发表讲话，表示每日供应的面包比例将从200克（7.1盎司）增加到280克（9.9盎司）。德贝伦布鲁克呼吁社会主义者与政府合作，并认为暴力会造成破坏。
过后，特勒斯特拉在议会发表了长篇演讲，煽动一场革命，并宣称工人们控制政府的时机已经到来。因此，更多的部队被派往主要城市（鹿特丹、阿姆斯特丹和海牙）。11月13日晚，反革命运动贴出了海报，上面写着革命者只是少数。至此，这场革命尝试显然已经失败了。

## 继续阅读
- van Tuyll van Serooskerken, Hubert P. . History of warfare 7. Leiden, The Netherlands: Brill. 2001. ISBN 90-04-12243-5.